# I miracoli di Val Morel
I miracoli di Val Morel è un'opera pubblicata dallo scrittore e pittore italiano Dino Buzzati nel 1971.
Il libro racconta alcuni miracoli immaginari che la tradizione popolare attribuisce a Santa Rita da Cascia. Le vicende sono ambientate a Valmorel e dintorni, località nei pressi di Limana, in provincia di Belluno.

## Contenuto
Buzzati immagina se stesso alla ricerca di un fantomatico santuario di Santa Rita, che però non riesce mai a trovare. Scoprirà che il luogo di culto non è altro che un grosso masso, ricoperto di luccicanti ex voto.
Questi ex voto sono stati tutti disegnati da Dino Buzzati e sono raccolti insieme al racconto. 
Uno dei dipinti era riposto in una cappelletta nei pressi di Valmorel, ma venne poi trasferito nel palazzo comunale di Limana.
Il libro ha dato il nome al sentiero che ripercorre i luoghi del racconto: partendo dal paese di Giaon, tocca il santuario di Madonna Parè, una via Crucis, e giunge infine a Valmorel. A Giaon sono stati dipinti alcuni murales raffiguranti i miracoli.

## Genesi
I miracoli di Val Morel rappresentano la rivisitazione e l'ampliamento del catalogo della mostra Miracoli inediti di una santa, commissionata a Buzzati dall'amico gallerista Renato Cardazzo, per l'inaugurazione della galleria Naviglio-Venezia, il 3 settembre 1970. 

## Racconti
- Il Colombre
- La balena volante
- I dischi volanti
- Il gatto mammone
- Il diavolo porcospino
- Una ragazza rapita
- Fattacci al collegio
- Il labirinto
- Uomo in fuga
- I rinoceronti
- Attacco al Vescovo
- Il serpenton dei mari
- il vecchio della montagna
- La torre dei Dottori
- Serata Asolana
- Il sorriso fatale
- I gatti vulcanici
- I ronfioni
- Le formiche mentali
- Il pettirosso gigante
- Caduta dalla casa Usher
- Il Formicone
- Schiavo d'amore
- La Casellante
- L'uomo nero
- Il robot
- Cappuccetto Rosso
- I diavoli incarnati
- Il caprone satanico
- Il tentatore
- I Vespilloni
- L'orso inseguitore
- I lupi
- Il Pio riposario
- Schiava dei Mori
- Il vampiro
- La nube di bisce
- La bottiglia
- I marziani

## Capitello di Santa Rita
Ispirandosi all'opera, negli anni '70 fu costruito nella Valpiana un sacello dedicato a Santa Rita. All'interno fu collocata una tela dello stesso Buzzati che rappresenta le scene di alcuni miracoli; attualmente il quadro è conservato presso il municipio di Limana mentre nel sacello si trova una copia.

## Edizioni
- I miracoli di Val Morel, Prefazione di Indro Montanelli, Spiegazione dell'Autore, Garzanti, Milano, novembre 1971.
- P.G.R. Per Grazia Ricevuta. I Famosi ex-voto di Buzzati da Lui stesso illustrati, Prefazione di Indro Montanelli, Spiegazione di Dino Buzzati, Nota dell'Editore non firmata, Grandi Edizioni Italiane, Milano, ottobre 1983.
- I miracoli di Val Morel. Con la Prefazione di Indro Montanelli. Postfazione di Lorenzo Viganò, Collana Oscar Scrittori Moderni, Mondadori, Milano, gennaio 2012, ISBN 978-88-04-61526-2.